# Difang & Igay Duana
Difang Duana (1921-2002) e Igay Duana (1922-2002), sus nombres en chino Kuo Ying-nan (郭英 男) y Kuo Hsiu-chu (郭秀珠), fueron un dúo de esposos de música de Taiwán, especializados en cantos tradicionales conocido como Amis. Ellos son internacionalmente conocidos por la interpretación de una canción tradicional de Amis Palang. Las canciones tituladas como "Elders' Drinking Song" y "Jubilant Drinking Song", fue plagiada por el gobierno francés bajo el sello de IME, fue utilizado para el proyecto musical de la empresa Enigma, pues para su exitoso  sencillo "Retorno a la inocencia". 
En 1988 Difang y Igay se fueron a Francia para cantar realizando una gira promocional, donde una treintena de otros artistas taiwaneses aborígenes se les pagaba 15 dólares al día. Sus actuaciones fueron grabadas sin su conocimiento por la Maison des Cultures du Monde (Instituto de las Culturas del Mundo), por parte de los franceses en el Ministère de l'Education Nationale (Ministerio de Educación Nacional), que se aplicó en un "anónimo"sobre la compilación de "canciones aborígenes taiwaneses". El gobierno francés luego vendió la grabación, de nuevo sin el permiso o aviso público, con la empresa EMI. EMI Enigma permite utilizar la grabación como un título de ejemplo para su canción, que fue utilizado para promover los Juegos Olímpicos de Atlanta 1996. Después de la prensa taiwanesa fue identificado y se les dio un contrato con Magic Stone, una filial del sello indie Rock Records, la discográfica detrás de Bravo Chen y otros populares cantantes taiwaneses. Sin embargo, su logro fue reconocida sólo en el interior de Taiwán; a nivel internacional, la canción todavía se pensaba realizar un trabajo con Enigma.

## Discografía
- Uncredited ("anonymous") recording in Polyphonies vocales des aborigènes de Taïwan, Ministère de l'éducation nationale, 1988.
- "Return to Innocence", EMI Records, 1993.
- Circle of Life, Magic Stone Records, 1998.
- Across the Yellow Earth, Magic Stone Records, 2001.